# Musikjahr 1707
Liste der Musikjahre

◄◄ | ◄ | 1703 | 1704 | 1705 | 1706 | Musikjahr 1707 | 1708 | 1709 | 1710 | 1711 | ► | ►►

Weitere Ereignisse
Dieser Artikel behandelt das Musikjahr 1707.

## Ereignisse

### Johann Sebastian Bach
- 00. Januar bis Juni: Johann Sebastian Bach ist als Organist der Neuen Kirche in Arnstadt beschäftigt. Die Stelle hat er seit August 1703 inne.
- 01. Juli: Nachdem Bach am 24. April in der Freien Reichsstadt Mühlhausen vorgespielt hat, tritt er dort an der Divi-Blasii-Kirche seinen Dienst als Organist an. Sein Gehalt beträgt 85 Gulden plus Naturalien und Einkünfte aus den Nebenkirchen – eine wesentlich höhere Bezahlung als sein Vorgänger und sein Nachfolger, die ihm nun erlaubt, eine Familie zu gründen.
- 17. Oktober: Johann Sebastian Bach heiratet seine Cousine zweiten Grades, Maria Barbara Bach. Aus der Ehe werden sieben Kinder hervorgehen.
- Bach verfasst in seiner Zeit in Mühlhausen die Kantate Aus der Tiefen rufe ich, Herr, zu dir.

### Georg Friedrich Händel
- 14. Januar: Georg Friedrich Händel, der seine Studienreise nach Italien im Sommer oder Herbst 1706 begonnen hat, trifft von Florenz kommend in Rom ein. Die Studienreise wird ihn im Herbst wieder nach Florenz führen.
- 11. April: Händel vollendet in Rom das Werk Dixit Dominus, eine Vertonung des Psalms 110 in der lateinischen Fassung der Vulgata. Eine Aufführung des Werkes als Teil der Vesper zum jährlichen Fest des Karmeliterordens am 16. und 17. Juli in der römischen Kirche Santa Maria in Montesanto an der Piazza del Popolo ist wahrscheinlich, jedoch nicht belegt. Händel dirigiert die Musik mindestens an einem dieser Festtage.
- 19. Juli: Uraufführung des Salve Regina HWV 241 in der Privatkapelle des Marquis Ruspoli in Vignanello
- Frühjahr: In Rom, wo auf Grund kriegerischer Ereignisse und eines Erdbebens Opernaufführungen durch Papst Clemens XI. verboten sind, komponiert Händel das allegorische Oratorien Il Trionfo del Tempo e del Disinganno, das allerdings erst 50 Jahre später uraufgeführt wird. Den Text zu Il Trionfo verfasst Kardinal Benedetto Pamphili. Dieser ist neben Kardinal Pietro Ottoboni ein bedeutsamer Gönner und Förderer Händels.
- 30. Oktober – 26. November: Händels erste italienische Oper Vincer se stesso è la maggior vittoria (“Rodrigo”) hat Uraufführung am Teatro del Cocomero in Florenz. Das Libretto stammt vermutlich von Antonio Salvi, obwohl es keine Beweise gibt, die diese Theorie stützen, und basiert auf dem Stück Il duello d’amore e di vendetta von Francesco Silvani.
- Uraufführung der dramatischen Kantate Clori, Tirsi e Fileno (HWV 96) in Rom, vermutlich im Palazzo della Cancelleria.

### Alessandro Scarlatti
- Karneval: Alessandro Scarlatti versucht mit zwei neuen Opern (Mitridate Eupatore und Il trionfo della libertà) das venezianische Publikum zu erobern. Statt der üblichen dreiaktigen Libretti mit ihren intrigenreichen Handlungen hat ihm der Dichter Girolamo Frigimelica-Roberti zwei fünfaktige Dramen streng nach dem Muster der klassischen französischen Tragödie geschrieben. Beider Versuch, damit das Niveau der italienischen und speziell der venezianischen Oper zu heben, stößt jedoch auf wenig Gegenliebe. Die Aufführungen finden im Teatro Grimani statt.
- 00. Mai: Alessandro Scarlatti wird zum Kapellmeister an der Basilika Santa Maria Maggiore in Rom ernannt, wo er seit dem 31. Dezember 1703 bereits als Hilfskapellmeister beschäftigt ist.

### Weitere Ereignisse

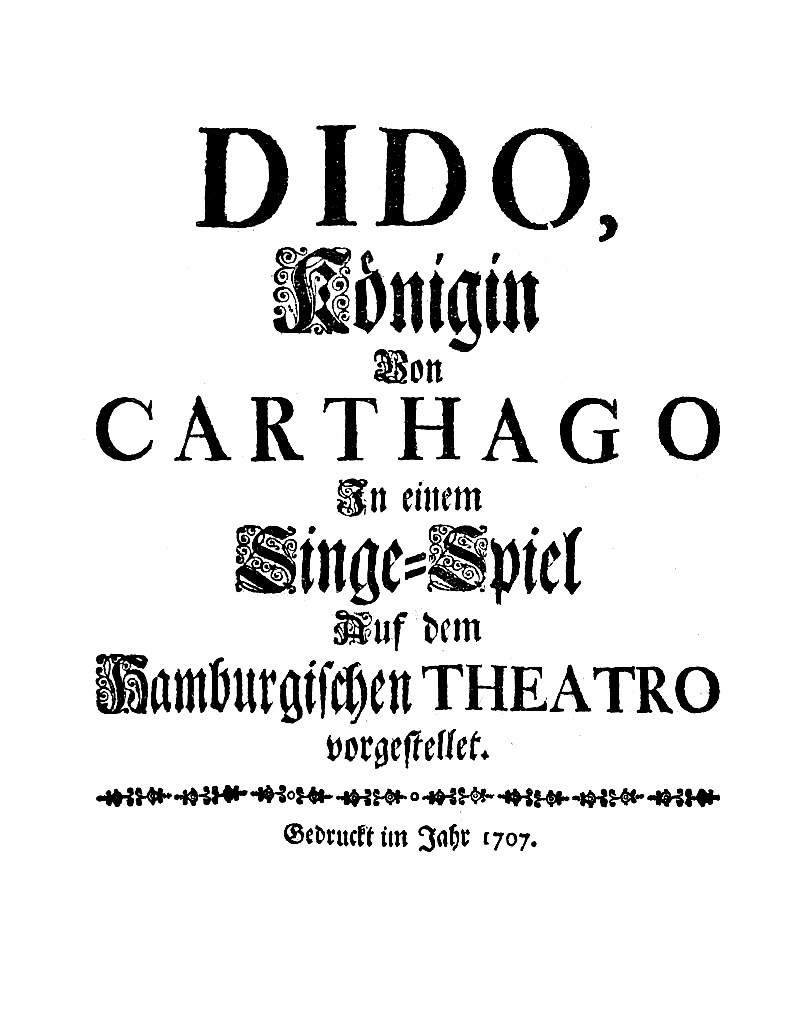
Christoph Graupner – Dido, Königin von Carthago – Titelseite des Librettos

- Der am 9. Mai gestorbene Dieterich Buxtehude wird in der Marienkirche in Lübeck in der Nähe der sogenannten „Totentanzorgel“ beigesetzt.
- Antonio Caldara verlässt seinen Posten als Kapellmeister in Mantua, um Maestro di Cappella (deutsch: Kapellmeister) für Prinz Ruspoli in Rom zu werden.
- Jeremiah Clarke begeht in London Selbstmord mit einer Pistole, angeblich wegen unerfüllter Liebe zu einer Frau aus höherem Stand. Er wird mit einer Ausnahmegenehmigung in der Krypta der St. Paul’s Cathedral beigesetzt, da dies zu jener Zeit für „Selbstmörder“ nicht gestattet ist.
- William Croft wird in der Nachfolge von Jeremiah Clarke Musiklehrer in der Chapel Royal.
- Der italienische Kastrat Senesino hat seinen ersten Auftritt in Venedig.
- Aufgrund finanzieller Unterstützung durch Großherzog Cosimo III. de’ Medici kann Domenico Zipoli sein Studium in Florenz weiterführen. Hier wird er Schüler des Organisten Giovani Maria Casini.

### Uraufführungen

#### Bühnenwerke

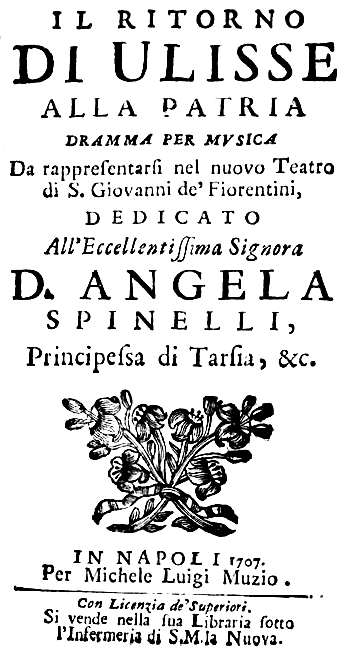
Giuseppe Porsile – Il ritorno di Ulisse alla patria – Titelseite des Librettos

##### Oper
- 05. Februar: Die Oper Achille placato von Antonio Lotti auf das Libretto von Urbano Rizzi wird in Venedig uraufgeführt.
- Frühjahr: Dido, Königin von Carthago, eine Oper in drei Akten von Christoph Graupner auf das Libretto von Heinrich Hinsch, basierend auf Vergils Epos Aeneis, hat ihre Uraufführung an der Oper am Gänsemarkt in Hamburg.
- 26. Juli: Die Uraufführung der Oper Turno Aricino von Giovanni Bononcini auf ein Libretto von Silvio Stampiglia findet am Teatro della Favorita in Wien statt.
- Carlo Agostino Badia – Napoli ritornata ai Romani (Wien)
- Giovanni Bononcini – Etearco
- Nicola Fago – Radamisto, Dramma per musica
- Georg Friedrich Händel – Vincer se stesso è la maggior vittoria (“Rodrigo”)
- Reinhard Keiser – Der angenehme Betrug oder Der Carneval von Venedig (Singspiel in drei Akten auf das von Libretto Johann August Meister und Mauritz Cuno nach La Carneval de Venise von Jean-François Regnard; enthält Arieneinlagen von Christoph Graupner und anderen Komponisten)
- Antonio Lotti – Teuzzone (Dramma per musica; Libretto von Apostolo Zeno; Venedig)
- Johann Christoph Pepusch – Thomyris, Queen of Scythia
- Giuseppe Porsile – Il ritorno d’Ulisse alla patria (Dramma per musica in drei Akten; Libretto von Giovanni Andrea Moniglia; Uraufführung in Neapel im Teatro dei Fiorentini; 40 Arien und Duette erhalten)
- Alessandro Scarlatti
  - Mitridate Eupatore
  - Il trionfo della libertà
- Agostino Steffani – Arminio

##### Oratorium
- Fastenzeit: Das Oratorium Il primo omicidio in zwei Teilen von Alessandro Scarlatti, dessen anonym überliefertes Libretto vermutlich von Antonio Ottoboni stammt wird in Venedig uraufgeführt.

### Instrumentalmusik

#### Konzerte
- Tomaso Albinoni – Concerti a cinque op. 5, Venedig

#### Kammermusik
- Élisabeth Jacquet de La Guerre – Sonaten für Violine und basso continuo (Paris [chez l'auteur, Foucault, Ribou, Ballard], 1707)
- Johann Christoph Pepusch – 6 Sonatas or Solos for the Flute with a through Bass for the Harpsicord, op. 1 (Blockflötensonaten, veröffentlicht in London 1707)

### Tastenmusik

#### Cembalo
- Élisabeth Jacquet de La Guerre – Pièces de clavecin qui peuvent se jouer sur le violon (Cembalostücke, die man ad libitum auf der Violine begleiten kann) (Paris, 1707)

#### Orgel
- Johann Sebastian Bach – Toccata und Fuge d-Moll BWV 565 (zwischen 1703 und 1707 entstanden)

### Vokalmusik

#### Geistlich
- Johann Sebastian Bach – Kantaten
  - Christ lag in Todes Banden, BWV 4 (um 1707)
  - Gottes Zeit ist die allerbeste Zeit, BWV 106
  - Aus der Tiefen rufe ich, Herr, zu dir, BWV 131 (um 1707)
  - Der Herr denket an uns, BWV 196 (1707/1708)
- Georg Friedrich Händel – Dixit Dominus

#### Weltlich
- Jeremiah Clarke – O Harmony, Were’s Now Thy Power (Neujahrsode)

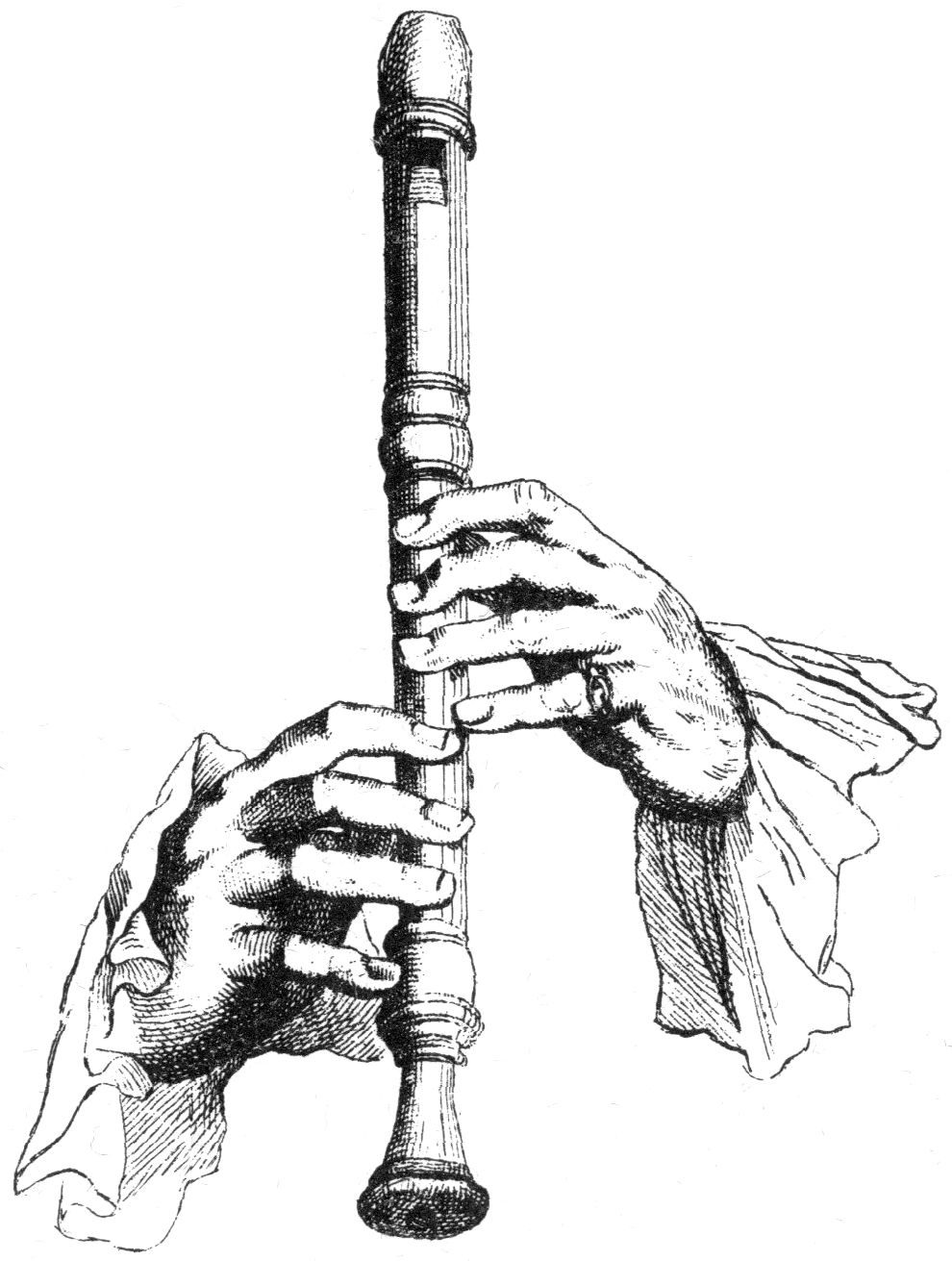
Fingerhaltung bei der Blockflöte in J.-M. Hotteterres Flötenschule von 1707

### Lehrwerke u.a.
- Jacques-Martin Hotteterre – Principes de la flûte traversière, ou flûte d’Allemagne, de la flûte à bec ou flûte douce et du hautbois, divisez par traictez, op. 1
- Isaac Watts – Hymns and Spiritual Songs (enthält „When I Survey the Wondrous Cross“)

### Instrumentenbau
- Arp Schnitger ist mit dem Bau bzw. der Fertigstellung folgender Orgeln befasst:
  - Fertigstellung der Orgel in der Kirche St. Sebastian in Berlin
  - Weiterbau der Orgel in der Kirche St.-Nikolai-Kirche in Berlin
  - Beginn des Orgelbaus für die Kirche des St. Georgshospitals in Hamburg-St. Georg
  - Beginn des Orgelbaus in der Kirche St. Pankratius in Hamburg-Ochsenwerder
  - Beginn des Orgelbaus in der Nikolaikirche in Flensburg
- Andreas Silbermann und Gottfried Silbermann stellen die Orgel der Kirche St. Nikolai in Straßburg fertig.
- In der Werkstatt von Antonio Stradivari in Cremona entstehen die Violinen „Rivaz, Baron Gutmann“, Brüstlein, Prihoda, La Cathédrale, Hammer und Castelbarco sowie die Violoncelli Countess of Stainlein und „Fau, Castelbarco“.

## Geboren

### Geburtsdatum gesichert
- 22. Januar: Jean Esprit Isnard, französischer Dominikaner und Orgelbauer († 1781)
- 10. April: Michel Corrette, französischer Komponist und Autor von musiktheoretischen Abhandlungen († 1795)
- 02. Mai: Jean-Baptiste Barrière, französischer Cellist und Komponist († 1747)
- 14. Mai: António Teixeira, portugiesischer Komponist und Cembalist († 1776)
- 04. August: Johann Heinrich Bach, deutscher Musiker, Organist und Komponist († 1783)

### Genaues Geburtsdatum unbekannt
- Johann Baptist Georg Neruda, böhmischer Violinist, Kapellmeister und Komponist († 1780)
- Pietro Domenico Paradies, italienischer Komponist und Lehrer († 1791)
- Johann Nikolaus Tischer, deutscher Organist und Komponist († 1774)

## Gestorben

### Todesdatum gesichert
- 08. Februar: Giuseppe Aldrovandini, italienischer Komponist und Kapellmeister (* 1671)
- 20. April: Johann Christoph Denner, deutscher Instrumentenbauer, gilt als Erfinder der Klarinette (* 1655)

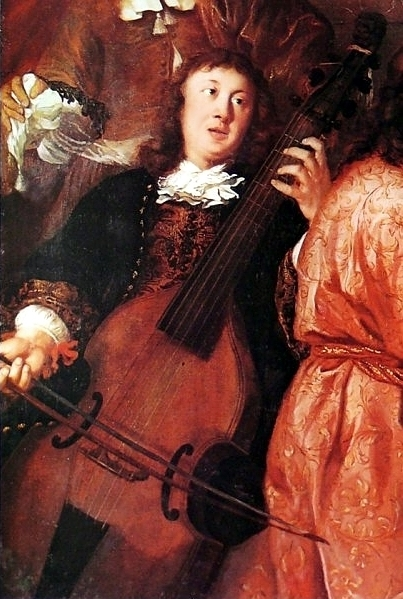
Dietrich Buxtehude; † 9. Mai

- 09. Mai: Dieterich Buxtehude, dänisch-deutscher Organist und Komponist des Barock (* um 1637)
- 20. August: Nicolas Gigault, französischer Organist und Komponist (* um 1627)
- 28. August: Johann Jacob John, deutscher Orgelbauer (* 1665)
- 05. Oktober: Daniel Speer, deutscher Schriftsteller und Komponist (* 1636)
- 01. Dezember: Jeremiah Clarke, englischer Komponist (* um 1674)
- 12. Dezember: Lodovico Ottavio Burnacini, italienischer Architekt, Grafiker, Bühnen- und Kostümbildner (* 1636)

### Genaues Todesdatum unbekannt
- Julie d’Aubigny, französische Schwertkämpferin und Opernsängerin (* 1670 oder 1673)
- Gaspard le Roux, französischer Cembalist und Komponist (* um 1660)